# MTV Video Music Award de la meilleure photographie
Ce prix récompense la meilleure photographie (qualité de l'image) de clip de l'année.
Voici la liste des gagnants dans cette catégorie aux MTV VMA's depuis 1984.
| Année | Artiste                                            | Clip                            | Directeur de la photographie                                                           |
| ----- | -------------------------------------------------- | ------------------------------- | -------------------------------------------------------------------------------------- |
| 1984  | The Police                                         | "Every Breath You Take"         | Daniel Pearl                                                                           |
| 1985  | Don Henley                                         | "The Boys of Summer"            | Pascal Lebeque                                                                         |
| 1986  | a-ha                                               | "The Sun Always Shines On T.V." | Oliver Stapleton                                                                       |
| 1987  | Robbie Nevil                                       | "C'est la vie"                  | Mark Plummer                                                                           |
| 1988  | Sting                                              | "We'll Be Together"             | Bill Pope                                                                              |
| 1989  | Madonna                                            | "Express Yourself"              | Mark Plummer                                                                           |
| 1990  | Madonna                                            | "Vogue"                         | Pascal Lebeque                                                                         |
| 1991  | Chris Isaak                                        | "Wicked Game"                   | Rolf Kesterman                                                                         |
| 1992  | Guns N' Roses                                      | "November Rain"                 | Mike Southon et Daniel Pearl                                                           |
| 1993  | Madonna                                            | "Rain"                          | Harris Savides                                                                         |
| 1994  | R.E.M.                                             | "Everybody Hurts"               | Harris Savides                                                                         |
| 1995  | The Rolling Stones                                 | "Love Is Strong"                | Gary Waller and Mike Trim                                                              |
| 1996  | The Smashing Pumpkins                              | "Tonight, Tonight"              | Decklan Quinn                                                                          |
| 1997  | Jamiroquai                                         | "Virtual Insanity"              | Steven Keith-Roach                                                                     |
| 1998  | Fiona Apple                                        | "Criminal"                      | Harris Savides                                                                         |
| 1999  | Marilyn Manson                                     | "The Dope Show"                 | Martin Coppen                                                                          |
| 2000  | Macy Gray                                          | "Do Something"                  | Jeff Cronenweth                                                                        |
| 2001  | Fatboy Slim                                        | "Weapon of Choice"              | Lance Acord                                                                            |
| 2002  | Moby                                               | "We Are All Made of Stars"      | Brad Rushing                                                                           |
| 2003  | Johnny Cash                                        | "Hurt"                          | Jean-Yves Scoffier                                                                     |
| 2004  | Jay-Z                                              | "99 Problems"                   | Joaquin Baca-Asay                                                                      |
| 2005  | Green Day                                          | "Boulevard of Broken Dreams"    | Samuel Bayer                                                                           |
| 2006  | James Blunt                                        | "You're Beautiful"              | Robbie Ryan                                                                            |
| 2009  | Green Day                                          | "21 Guns"                       | Jonathan Sela                                                                          |
| 2010  | Jay-Z (avec Alicia Keys)                           | "Empire State of Mind"          | John Perez                                                                             |
| 2011  | Adele                                              | "Rolling in the Deep"           | -                                                                                      |
| 2012  | M.I.A.                                             | "Bad Girls"                     | André Chemetoff                                                                        |
| 2013  | Macklemore et Ryan Lewis (feat. Ray Dalton)        | "Can't Hold Us"                 | -                                                                                      |
| 2014  | Beyoncé                                            | "Pretty Hurts"                  | Darren Lew et Jackson Hunt                                                             |
| 2015  | Flying Lotus (et Kendrick Lamar)                   | "Never Catch Me"                | Larkin Sieple                                                                          |
| 2016  | Beyoncé                                            | "Formation"                     | Malik Sayeed                                                                           |
| 2017  | Kendrick Lamar                                     | "Humble"                        | Scott Cunningham                                                                       |
| 2018  | Beyoncé et Jay-Z                                   | "Apeshit"                       | Benoît Debie                                                                           |
| 2019  | Shawn Mendes feat. Camila Cabello                  | "Señorita"                      | Scott Cunningham                                                                       |
| 2020  | Lady Gaga feat. Ariana Grande                      | "Rain on Me"                    | Michael Merriman                                                                       |
| 2021  | Beyoncé feat. Blue Ivy Carter, Saint Jhn et Wizkid | "Brown Skin Girl"               | Benoit Soler, Malik H. Sayeed, Mohammaed Atta Ahmed, Santiago Gonzalez et Ryan Helfant |